# Élections présidentielles sous la Cinquième République en Nouvelle-Calédonie
Depuis l'adoption de la Constitution de la Cinquième République française en 1958, dix élections présidentielles ont eu lieu afin d'élire le président de la République. Cette page présente les résultats de ces élections en Nouvelle-Calédonie.

## Synthèse des résultats du second tour
La Nouvelle-Calédonie présente des votes très tranchés à droite lors des élections présidentielles françaises. Valéry Giscard d'Estaing (65,5 %) arrive en tête devant François Mitterrand en 1981 avec 17 de points de plus qu'au niveau national. En 1995, Jacques Chirac obtient un vrai plébiscite avec 73,97 % des voix au second tour. Nicolas Sarkozy (63,03 %) arrive également en tête devant François Hollande en 2012. En 2017, Marine Le Pen frôle la barre des 50 % (47,43 %).
| année | Répartition des exprimés | Répartition des exprimés | Participation (% des inscrits) | Blancs ou nuls (% des votants) |

| 2017 | Emmanuel Macron (52,57 %) (France : 66,10 %) | Marine Le Pen (47,43 %) (France : 33,90 %) | 52,81 % (France : 77,77 %) | 2,26 % (France : 2,47 %) |

| 2012 | François Hollande (36,97 %) (France : 51,64 %) | Nicolas Sarkozy (63,03 %) (France : 48,36 %) | 55,38 % (France : 80,35 %) | 2,59 % (France : 5,82 %) |

| 1995 | Jacques Chirac (73,97 %) (France : 52,64 %) | Lionel Jospin (26,03 %) (France : 47,36 %) | 58,82 % (France : 78,38 %) | 2,69 % (France : 2,81 %) |

| 1988 | François Mitterrand (9,58 %) (France : 54,02 %) | Jacques Chirac (90,42 %) (France : 45,98 % %) | 58,16 % (France : 81,35 %) | 0,98 % (France : 2,00 %) |

| 1981 | François Mitterrand (34,5 %) (France : 51,76 %) | Valéry Giscard d'Estaing (65,5 %) (France : 48,24 %) | 66,05 % (France : 81,09 %) | 0,67 % (France : 1,62 %) |

|  | ▲ |

## Résultats détaillés par scrutin

### 2017
Le premier tour de l'élection présidentielle de 2017 voit s'affronter onze candidats. Emmanuel Macron arrive en tête devant Marine Le Pen et tous deux se qualifient pour le second tour. Néanmoins, avec François Fillon et Jean-Luc Mélenchon, les scores des quatre candidats ayant recueilli le plus de voix sont serrés (4,43 points entre le 1er et le 4e). Pour la première fois, aucun des candidats des deux partis politiques pourvoyeurs jusque-là des présidents de la Ve République, n'est présent au second tour. Celui-ci se tient le dimanche 7 mai et se solde par la victoire d'Emmanuel Macron, avec un total de 20 753 798 bulletins de vote en sa faveur, soit 66,10 % des suffrages exprimés, face à la candidate du Front national, qui recueille 33,90 %. Le scrutin est néanmoins marqué par une forte abstention et par un record de votes blancs ou nuls.
En Nouvelle-Calédonie, François Fillon arrive en tête du premier tour avec 31,13 % des exprimés, suivi de Marine Le Pen (29,09 %), Emmanuel Macron (12,75 %), Benoît Hamon (9,34 %) et Jean-Luc Mélenchon (8,86 %). Au second tour, les électeurs ont voté à 52,57 % pour Emmanuel Macron contre 47,43 % pour Marine Le Pen avec un taux de participation de 52,81 % des inscrits.
|             | LR          | François Fillon       | 27 065  | 31,13 %    |         |            |  |  |
|             | FN          | Marine Le Pen         | 25 290  | 29,09 %    | 43 217  | 47,43 %    |  |  |
|             | EM          | Emmanuel Macron       | 11 089  | 12,75 %    | 47 902  | 52,57 %    |  |  |
|             | PS          | Benoît Hamon          | 8 125   | 9,34 %     |         |            |  |  |
|             | LFi         | Jean-Luc Mélenchon    | 7 703   | 8,86 %     |         |            |  |  |
|             | DlF         | Nicolas Dupont-Aignan | 2 521   | 2,9 %      |         |            |  |  |
|             | UPR         | François Asselineau   | 2 098   | 2,41 %     |         |            |  |  |
|             | NPA         | Philippe Poutou       | 1 284   | 1,48 %     |         |            |  |  |
|             | LO          | Nathalie Arthaud      | 836     | 0,96 %     |         |            |  |  |
|             | RES         | Jean Lassalle         | 695     | 0,8 %      |         |            |  |  |
|             | SeP         | Jacques Cheminade     | 240     | 0,28 %     |         |            |  |  |
|             |             |                       |         |            |         |            |  |  |
|             |             |                       | Nombre  | % inscrits | Nombre  | % inscrits |  |  |
| Inscrits    | Inscrits    | Inscrits              | 189 483 |            | 189 368 |            |  |  |
| Abstentions | Abstentions | Abstentions           | 98 257  | 51,86 %    | 89 370  | 47,19 %    |  |  |
| Votants     | Votants     | Votants               | 91 226  | 48,14 %    | 99 998  | 52,81 %    |  |  |
|             |             |                       |         |            |         |            |  |  |
|             |             |                       |         | % votants  |         | % votants  |  |  |
| Blancs      | Blancs      | Blancs                | 2 969   | 1,57 %     | 6 535   | 3,45 %     |  |  |
| Nuls        | Nuls        | Nuls                  | 1 311   | 0,69 %     | 2 344   | 1,24 %     |  |  |
| Exprimés    | Exprimés    | Exprimés              | 86 946  | 45,89 %    | 91 119  | 48,12 %    |  |  |

### 2012
Hollande, désigné par le PS à la suite d'une primaire ouverte, devance Sarkozy dès le premier tour de l'élection présidentielle de 2012 : c'est la première fois qu'un président sortant est ainsi devancé. Au second tour, Sarkozy est battu mais par un écart plus faible qu'attendu.
En Nouvelle-Calédonie, Nicolas Sarkozy arrive en tête du premier tour avec 49,63 % des exprimés, suivi de François Hollande (24,91 %), Marine Le Pen (11,66 %), François Bayrou (5,13 %) et Jean-Luc Mélenchon (3,28 %). Au second tour, les électeurs ont voté à 36,97 % pour François Hollande contre 63,03 % pour Nicolas Sarkozy avec un taux de participation de 61,19 % des inscrits.
|                | UMP            | Nicolas Sarkozy       | 44 302  | 49,63 %    | 61 772  | 63,03 %    |  |  |
|                | PS             | François Hollande     | 22 235  | 24,91 %    | 36 239  | 36,97 %    |  |  |
|                | FN             | Marine Le Pen         | 10 409  | 11,66 %    |         |            |  |  |
|                | MoDem          | François Bayrou       | 4 579   | 5,13 %     |         |            |  |  |
|                | FG             | Jean-Luc Mélenchon    | 2 927   | 3,28 %     |         |            |  |  |
|                | EELV           | Éva Joly              | 2 336   | 2,62 %     |         |            |  |  |
|                | NPA            | Philippe Poutou       | 874     | 0,98 %     |         |            |  |  |
|                | DLF            | Nicolas Dupont-Aignan | 833     | 0,93 %     |         |            |  |  |
|                | LO             | Nathalie Arthaud      | 485     | 0,54 %     |         |            |  |  |
|                | S&P            | Jacques Cheminade     | 279     | 0,31 %     |         |            |  |  |
|                |                |                       |         |            |         |            |  |  |
|                |                |                       | Nombre  | % inscrits | Nombre  | % inscrits |  |  |
| Inscrits       | Inscrits       | Inscrits              | 165 467 |            | 165 338 |            |  |  |
| Abstentions    | Abstentions    | Abstentions           | 73 839  | 44,62 %    | 64 168  | 38,81 %    |  |  |
| Votants        | Votants        | Votants               | 91 628  | 55,38 %    | 101 170 | 61,19 %    |  |  |
|                |                |                       |         |            |         |            |  |  |
|                |                |                       |         | % votants  |         | % votants  |  |  |
| Blancs ou nuls | Blancs ou nuls | Blancs ou nuls        | 2 369   | 2,59 %     | 3 159   | 3,12 %     |  |  |
| Exprimés       | Exprimés       | Exprimés              | 89 259  | 97,41 %    | 98 011  | 97,41 %    |  |  |

### 1995
Après une nouvelle cohabitation et alors que la droite est particulièrement divisée entre Chirac et le Premier ministre Balladur, Jospin réussit à arriver en tête au premier tour de l'élection présidentielle de 1995, malgré la très lourde défaite de la gauche aux législatives de 1993. Au second tour, il est battu par Chirac.
En Nouvelle-Calédonie, Jacques Chirac arrive en tête du premier tour avec 42,97 % des exprimés, suivi d'Édouard Balladur (26,56 %), Lionel Jospin (15,88 %), Jean-Marie Le Pen (8,17 %) et Philippe de Villiers (1,85 %). Au second tour, les électeurs ont voté à 73,97 % pour Jacques Chirac contre 26,03 % pour Lionel Jospin avec un taux de participation de 64,61 % des inscrits.
|                | RPR            | Jacques Chirac       | 25 473  | 42,97 %    | 47 322  | 73,97 %    |  |  |
|                | RPR            | Édouard Balladur     | 15 747  | 26,56 %    |         |            |  |  |
|                | PS             | Lionel Jospin        | 9 413   | 15,88 %    | 16 650  | 26,03 %    |  |  |
|                | FN             | Jean-Marie Le Pen    | 4 845   | 8,17 %     |         |            |  |  |
|                | MPF            | Philippe de Villiers | 1 097   | 1,85 %     |         |            |  |  |
|                | Les Verts      | Dominique Voynet     | 1 020   | 1,72 %     |         |            |  |  |
|                | LO             | Arlette Laguiller    | 892     | 1,5 %      |         |            |  |  |
|                | PC             | Robert Hue           | 411     | 0,69 %     |         |            |  |  |
|                | S&P            | Jacques Cheminade    | 385     | 0,65 %     |         |            |  |  |
|                |                |                      |         |            |         |            |  |  |
|                |                |                      | Nombre  | % inscrits | Nombre  | % inscrits |  |  |
| Inscrits       | Inscrits       | Inscrits             | 103 568 |            | 103 499 |            |  |  |
| Abstentions    | Abstentions    | Abstentions          | 42 645  | 41,18 %    | 36 632  | 35,39 %    |  |  |
| Votants        | Votants        | Votants              | 60 923  | 58,82 %    | 66 867  | 64,61 %    |  |  |
|                |                |                      |         |            |         |            |  |  |
|                |                |                      |         | % votants  |         | % votants  |  |  |
| Blancs ou nuls | Blancs ou nuls | Blancs ou nuls       | 1 640   | 2,69 %     | 2 895   | 4,33 %     |  |  |
| Exprimés       | Exprimés       | Exprimés             | 59 283  | 97,31 %    | 63 972  | 95,67 %    |  |  |

### 1988
Après deux ans de cohabitation, Mitterrand affronte le Premier ministre Chirac lors de l'élection présidentielle de 1988. Le Pen obtient au premier tour un score jusque-là sans précédent pour un parti d'extrême droite. Au second tour, Mitterrand est facilement réélu.
En Nouvelle-Calédonie, Jacques Chirac arrive en tête du premier tour avec 74,63 % des exprimés, suivi de Jean-Marie Le Pen (12,39 %), Raymond Barre (6,15 %), François Mitterrand (4,98 %) et Antoine Waechter (0,6 %). Au second tour, les électeurs ont voté à 90,42 % pour Jacques Chirac contre 9,58 % pour François Mitterrand avec un taux de participation de 61,54 % des inscrits.
|                | RPR                   | Jacques Chirac      | 37 915 | 74,63 %    | 49 027 | 90,42 %    |  |  |
|                | FN                    | Jean-Marie Le Pen   | 6 297  | 12,39 %    |        |            |  |  |
|                | SE                    | Raymond Barre       | 3 123  | 6,15 %     |        |            |  |  |
|                | PS                    | François Mitterrand | 2 532  | 4,98 %     | 5 196  | 9,58 %     |  |  |
|                | Les Verts             | Antoine Waechter    | 306    | 0,6 %      |        |            |  |  |
|                | LO                    | Arlette Laguiller   | 293    | 0,58 %     |        |            |  |  |
|                | PC                    | André Lajoinie      | 168    | 0,33 %     |        |            |  |  |
|                | Communiste rénovateur | Pierre Juquin       | 92     | 0,18 %     |        |            |  |  |
|                | MPT                   | Pierre Boussel      | 79     | 0,16 %     |        |            |  |  |
|                |                       |                     |        |            |        |            |  |  |
|                |                       |                     | Nombre | % inscrits | Nombre | % inscrits |  |  |
| Inscrits       | Inscrits              | Inscrits            | 88 223 |            | 88 223 |            |  |  |
| Abstentions    | Abstentions           | Abstentions         | 36 914 | 41,84 %    | 33 933 | 38,46 %    |  |  |
| Votants        | Votants               | Votants             | 51 309 | 58,16 %    | 54 290 | 61,54 %    |  |  |
|                |                       |                     |        |            |        |            |  |  |
|                |                       |                     |        | % votants  |        | % votants  |  |  |
| Blancs ou nuls | Blancs ou nuls        | Blancs ou nuls      | 504    | 0,98 %     | 67     | 0,12 %     |  |  |
| Exprimés       | Exprimés              | Exprimés            | 50 805 | 99,02 %    | 54 223 | 99,88 %    |  |  |

### 1981
Lors de l'élection présidentielle de 1981, Giscard d'Estaing arrive en tête au premier tour et affronte, comme la fois précédente, Mitterrand. Pour la première fois, un président sortant est battu : Mitterrand devient le premier président de gauche de la Ve République.
|                | UDF            | Valéry Giscard d'Estaing | 23 471 | 48,82 %    | 34 250 | 65,5 %     |  |  |
|                | PS             | François Mitterrand      | 11 218 | 23,33 %    | 18 039 | 34,5 %     |  |  |
|                | RPR            | Jacques Chirac           | 8 479  | 17,64 %    |        |            |  |  |
|                | PC             | Georges Marchais         | 1 647  | 3,43 %     |        |            |  |  |
|                | MEP            | Brice Lalonde            | 869    | 1,81 %     |        |            |  |  |
|                | LO             | Arlette Laguiller        | 728    | 1,51 %     |        |            |  |  |
|                | Divers droite  | Marie-France Garaud      | 637    | 1,32 %     |        |            |  |  |
|                | MRG            | Michel Crépeau           | 483    | 1 %        |        |            |  |  |
|                | Divers droite  | Michel Debré             | 405    | 0,84 %     |        |            |  |  |
|                | PSU            | Huguette Bouchardeau     | 139    | 0,29 %     |        |            |  |  |
|                |                |                          |        |            |        |            |  |  |
|                |                |                          | Nombre | % inscrits | Nombre | % inscrits |  |  |
| Inscrits       | Inscrits       | Inscrits                 | 73 280 |            | 73 076 |            |  |  |
| Abstentions    | Abstentions    | Abstentions              | 24 878 | 33,95 %    | 20 358 | 27,86 %    |  |  |
| Votants        | Votants        | Votants                  | 48 402 | 66,05 %    | 52 718 | 72,14 %    |  |  |
|                |                |                          |        |            |        |            |  |  |
|                |                |                          |        | % votants  |        | % votants  |  |  |
| Blancs ou nuls | Blancs ou nuls | Blancs ou nuls           | 326    | 0,67 %     | 429    | 0,81 %     |  |  |
| Exprimés       | Exprimés       | Exprimés                 | 48 076 | 99,33 %    | 52 289 | 99,19 %    |  |  |